# Crvenje
Crvenje (en serbe cyrillique : Срвење) est un village de Serbie situé dans la municipalité de Knjaževac, district de Zaječar. Au recensement de 2011, il comptait 140 habitants.

## Démographie
| 1948 | 1953 | 1961 | 1971 | 1981 | 1991 | 2002 | 2011 |
| ---- | ---- | ---- | ---- | ---- | ---- | ---- | ---- |
| 688  | 690  | 642  | 414  | 343  | 237  | 152  | 140  |

|  |